# Jumillera
Jumillera is een geslacht van schimmels dat behoort tot de familie Xylariaceae. De typesoort is Jumillera mexicana.

## Soorten
Volgens Index Fungorum telt het geslacht acht soorten (peildatum februari 2023):
| Soortnaam                 | Auteur(s)                                              | Publicatiejaar |
| ------------------------- | ------------------------------------------------------ | -------------- |
| Jumillera albida          | J.D. Rogers, Y.M. Ju & F. San Martín                   | 1997           |
| Jumillera cinerea         | (Ellis & Everh.) J.D. Rogers, Y.M. Ju & F. San Martín  | 1997           |
| Jumillera hawaiiensis     | J.D. Rogers & Y.M. Ju                                  | 2002           |
| Jumillera hypophlaea      | (Berk. & Ravenel) J.D. Rogers, Y.M. Ju & F. San Martín | 1997           |
| Jumillera mexicana        | J.D. Rogers, Y.M. Ju & F. San Martín                   | 1997           |
| Jumillera punctatobrunnea | (Theiss.) J.D. Rogers, Y.M. Ju & F. San Martín         | 1997           |
| Jumillera rogersii        | Y.M. Ju & H.M. Hsieh                                   | 2008           |
| Jumillera viridis         | (Theiss.) J.D. Rogers, Y.M. Ju & F. San Martín         | 1997           |